# IC 2040
IC 2040 је лентикуларна галаксија у сазвјежђу Еридан која се налази на листи објеката дубоког неба у Индекс каталогу.
Деклинација објекта је - 32° 33' 14" а ректасцензија 4h 12m 59,6s. Привидна величина (магнитуда) објекта IC 2040 износи 12,6 а фотографска магнитуда 13,6. IC 2040 је још познат и под ознакама ESO 359-30, AM 0411-324, IRAS 04110-3240, PGC 14670.